# Surajgarh
Surajgarh è una suddivisione dell'India, classificata come municipality, di 18.857 abitanti, situata nel distretto di Jhunjhunu, nello stato federato del Rajasthan. In base al numero di abitanti la città rientra nella classe IV (da 10.000 a 19.999 persone).

## Geografia fisica
La città è situata a 28° 18' 45 N e 75° 44' 5 E e ha un'altitudine di 279 m s.l.m..

## Società

### Evoluzione demografica
Al censimento del 2001 la popolazione di Surajgarh assommava a 18.857 persone, delle quali 9.958 maschi e 8.899 femmine. I bambini di età inferiore o uguale ai sei anni assommavano a 3.092, dei quali 1.684 maschi e 1.408 femmine. Infine, coloro che erano in grado di saper almeno leggere e scrivere erano 12.189, dei quali 7.323 maschi e 4.866 femmine.